# Liste des races asines d'Italie
Les races asines d'Italie forment l'ensemble des races d'ânes natives du territoire italien, qu'elles soient d'origine autochtone ou importées et élevées sur le sol italien. 
Le FAO donne une liste de 16 races d'ânes présentes actuellement ou par le passé dans la péninsule italienne.

## Races locales
| Visuel | Nom                    | Nom italien                            | Année de reconnaissance | Région d'origine   | Taille                                            | Robe                                          |
| ------ | ---------------------- | -------------------------------------- | ----------------------- | ------------------ | ------------------------------------------------- | --------------------------------------------- |
|        | Âne argenté de Sologno | Asino Argentato di Sologno             |                         | Émilie-Romagne     |                                                   | Grise.                                        |
|        | Âne de l'Amiata        | Asino dell'Amiata                      |                         | Toscane            | 1,19 m à 1,47 m                                   | Grise avec des zébrures et une raie cruciale. |
|        | Âne de l'Asinara       | Asino dell'Asinara                     |                         | Sardaigne          | 0,85 m à 0,95 m                                   | Blanche.                                      |
|        | Âne calabrais          | Asino Calabrese                        |                         | Calabre            |                                                   | Noire avec le ventre blanc.                   |
|        | Âne gris de Sicile     | Asino Grigio Siciliano                 |                         | Sicile             | 1,24 m à 1,28 m                                   | Grise non unie.                               |
|        | Âne de Martina Franca  | Asino di Martina Franca                |                         | Pouilles           | 1,35 m pour les mâles et 1,27 m pour les femelles | Baie foncée ou fougère.                       |
|        | Âne des monts Lépins   | Asino dei Monti Lepini                 |                         | Latium             |                                                   | Baie                                          |
|        | Âne de Pantelleria     | Asino di Pantelleria ou Asino pantesco |                         | île de Pantelleria | 1,25 m à 1,40 m                                   | Baie foncée ou fougère.                       |
|        | Âne ragusano           | Asino ragusano                         |                         | Sicile             | 1,35 m à 1,45 m                                   | Bai foncé                                     |
|        | Âne romagnolo          | Asino romagnolo                        |                         | Émilie-Romagne     | 1,32 m à 1,45 m                                   | Bai-brun avec une bande cruciale.             |
|        | Âne sarde              | Asino sardo                            |                         | Sardaigne          | 0,80 m à 1,20 m                                   | Grise avec une bande cruciale.                |
|        | Âne viterbese          | Asino viterbese                        |                         | Latium             | 1,12 m à 1,37 m                                   | Grise avec parfois une bande cruciale.        |

## Races disparues
| Visuel | Nom           | Nom italien  | Année de disparition | Région d'origine | Taille | Robe |
| ------ | ------------- | ------------ | -------------------- | ---------------- | ------ | ---- |
|        | Cariovilli    | Cariovilli   |                      | Abruzzes         |        |      |
|        | Âne romagnolo | Romagnola    |                      | Émilie-Romagne   |        |      |
|        | Sant'Alberto  | Sant'Alberto |                      | Émilie-Romagne   |        |      |